# VV Keer
VV Keer is een Nederlandse amateurvoetbalclub uit Cadier en Keer in Limburg, opgericht in 1946. Het eerste elftal speelt in de Vierde klasse zondag (2024/25).
De club speelt op Sportpark Bakkerbosch in Keer.

## Geschiedenis
Na de Tweede Wereldoorlog is de R.K.V.V. Keer opgericht na een initiatief van Mathieu Kessels. Bij oprichting bestond VV Keer uit 40 leden en 2 elftallen. Op 8 juni 1946 werd door het bestuur een “Aanvrage om toelating tot den NVB Onderafdeling Limburg” ingediend. De eerste jaren waren moeilijk. Er was geen geld en het was moeilijk om aan ballen, voetbalschoenen enzovoorts te komen. Er werd gekozen voor een witte blouse en zwarte broek als tenue, deze kleuren waren na de oorlog het makkelijkste te krijgen, dit is dan ook de oorsprong van de huidige clubkleuren. In de beginjaren werd ook geregeld van speelveld gewisseld. Voor het seizoen 1967–1968 verhuisde de club naar het huidige sportcomplex aan de Bemelerweg.
In het seizoen 1952-1953 werd het eerste kampioenschap behaald. Het eerste elftal werd kampioen en promoveerde naar de 1e klasse van de afd. Limburg. Men moest achttien jaar wachten voordat Keer een klasse hoger ging voetballen. In het seizoen 1970/1971 promoveerde Keer naar de 4e klasse van de KNVB. Dit gebeurde, na een bloedstollende uitwedstrijd tegen RKVV Oranje Boys, die met 4-2 voor circa 500 toeschouwers werd gewonnen onder leiding van trainer Pierre Custers.
Het absolute sportieve hoogtepunt was het seizoen 1984/1985. In dat seizoen werd het eerste elftal op Pinksterzaterdag kampioen, na een beslissingswedstrijd in Eys, tegen RKVV Vijlen (1-0). 2500 toeschouwers omzoomden het veld en Keer promoveerde voor de eerste keer naar de 3e klasse van de KNVB, de hoogste klasse waarin men ooit heeft gespeeld. In dat seizoen werden ook het vijfde- en het dameselftal kampioen. De jaren daarna volgden degradaties en promoties.
In het seizoen 1965-1966 werd de jeugdafdeling opgericht en met een B- en een A elftal werd aan de competitie deelgenomen. In de jaren zeventig en begin jaren tachtig van de twintigste eeuw groeide de jeugdafdeling stormachtig. Dat was vooral te danken aan de vele nieuwbouw die in het dorp plaatsvond. Door de grote toename van het aantal jeugdleden was er in het seizoen 1975-1976 een ledenstop voor verschillende jeugdcategorieën. Dat gold ook in de jaren 1979-1981. Het seizoen 1986-1987 was het sportieve hoogtepunt van de jeugdafdeling. Zowel het A-1, B-1 en C-1 elftal werd kampioen. Op het hoogtepunt werd met 12 jeugdelftallen aan de competitie deelgenomen.
De dames bleven niet achter. In 1983 werd er binnen de V.V. Keer officieel een dameselftal opgericht. In het seizoen 1983-1984 werd voor het eerst aan de competitie deelgenomen. Dat de dames de voetbalsport fanatiek beoefende, bleek uit het feit dat men na het eerste seizoen maar liefst twee keer (1984-1985 en 1985-1986) achter elkaar kampioen werd.

## De Pingelère
Sinds 1981 heeft VV Keer een eigen ''carnavalsvereniging''. Op vrijdag 27 februari 1981 vond in het Keerhoes de eerste carnavalsavond (''VV Keerzitting'' toen genoemd) plaats. Tijdens deze avond werd de eerste Raad van Elf van de ''Pingelère'' gepresenteerd en werd Jos Wintjens als eerste prins uitgeroepen. Het tenue van de Pingelère is geïnspireerd op het eerste tenue van VV Keer: witte blouse en zwarte broek. Hier kwam later nog een zwarte hoge hoed en voetbalsokken bij.

## Competitieresultaten 1972–2024
| 4 4B |

| 6 4B |

| 8 4B |

| 4 4B |

| 5 4B |

| 5 4A |

| 4 4A |

| 6 4B |

| 4 4A |

| 7 4A |

| 5 4A |

| 3 4A |

| 2 4A |

| 1 4B |

| 5 3A |

| 12 3A |

| 1 4B |

| 12 3A |

| 7 4A |

| 10 4B |

| 3 4B |

| 9 4B |

| 2 4B |

| 1 4B |

| 7 3A |

| 9 3A |

| 9 3A |

| 12 3A |

| 3 4B |

| 3 4A |

| 2 4A |

| 2 4A |

| 6 4A |

| 8 4A |

| 10 4A |

| 8 4A |

| 12 4A |

| 10 5A |

| 7 5A |

| 11 5A |

| 6 6A |

| 4 6A |

| 10 5A |

| 4 5A |

| 11 4A |

| 1 5A |

| 11 4A |

| 6 4A |

| 3 4A |

| 9 4A |

| 8 4A |

| 7 4A |

| Derde klasse | Vierde klasse | Vijfde klasse | Zesde klasse |

In elke staaf van de grafiek staat van boven naar beneden vermeld: 
- Eindnotering

Dit is de positie die de club heeft bereikt in de competitie, zonder eventuele beslissings-, play-off- of nacompetitiewedstrijden die nodig zijn geweest om bijvoorbeeld de kampioen van de competitie te bepalen.
Indien een * achter het getal staat is de notering een tussenstand en kan het zijn dat de notering niet overeenkomt met de uiteindelijke eindstand van de competitie.
Staat er een - dan is het seizoen nog bezig en is er geen definitieve uitslag bekend.
Staat er xx op de positie van de notering, dan heeft de club vroegtijdig de competitie verlaten. Dit kan onder andere komen door terugtrekking van het team, faillissement van de club of door een uitgedeelde straf van de KNVB. In veel gevallen staat elders in het artikel de reden vermeld.
Staat er een ? dan is het resultaat uit het verleden onbekend, en is alleen de competitie of het niveau bekend van dat seizoen.
In de seizoenen 2019/20 en 2020/21 werd wegens de coronacrisis het amateurvoetbal afgebroken. Daardoor kennen deze staven geen eindklassering (middels -- weergegeven).
- Competitieniveau en afdelingsletter of Officiële eindstand Eredivisie
  - Competitieniveau en afdelingsletter

Hierbij geeft het getal het niveau weer, dat ook terug te vinden is in de legenda. De letter is de afdelingsaanduiding en wordt gebruikt wanneer er meer afdelingen zijn op hetzelfde niveau. De afdelingsletter is altijd een hoofdletter en wordt meestal zonder nummer gebruikt.
Voorbeeld: 2F is niveau 2e klasse competitie F.
Het competitieniveau en nummer wordt niet vermeld wanneer er slechts één competitie van dit niveau was.
  - Officiële eindstand Eredivisie (getal staat tussen haakjes vermeld)

Sinds de introductie van play-offwedstrijden voor Europees voetbal na afloop van de reguliere competitie in 2005/06, is de KNVB verplicht een eindstand van de Eredivisie door te geven aan de UEFA aan de hand van deze play-offwedstrijden.
Bij deze eindstand staan clubs die zich hebben gekwalificeerd voor Europees voetbal hoger dan clubs die zich niet wisten te kwalificeren. Indien er geen verschil was tussen de eindnotering en de officiële eindstand, staat dit getal niet vermeld.

- Onderafdeling

Hier staat afgekort de naam van de onderafdeling indien de club in dat jaar in een onderafdeling uitkwam. Tevens staat deze afkorting in de legenda en wordt gelinkt naar het artikel over deze onderafdeling. Deze afkorting wordt alleen vermeld wanneer de club in het verleden in verschillende onderafdelingen heeft gespeeld. Deze vermelding is in de staaf altijd in kleine letters. Deze onderafdelingen zijn na het seizoen 1995/96 afgeschaft. Heeft de club in slechts één onderafdeling gespeeld, dan is dit alleen terug te vinden in de legenda.
Onder de staaf staat het jaartal vermeld waarin het seizoen is afgesloten. 15 verwijst naar het seizoen 2014/15 of eventueel het seizoen 1914/15.
Wanneer een staaf leeg is, zijn deze gegevens niet bekend. Het kan ook zijn dat de club dat seizoen niet heeft meegespeeld op het hogere amateurniveau, vroegtijdig de competitie heeft verlaten of uit de competitie is gezet.

In het seizoen 1944/45 was er wegens de Tweede Wereldoorlog geen regulier competitievoetbal.

## Bekende (ex-)spelers
- Danny Wintjens
- Mark Luijpers